# Skoky na lyžích na Zimních olympijských hrách 1984
Skoky na lyžích na Zimních olympijských hrách 1984 v Sarajevu zahrnovaly dvě soutěže ve skocích na lyžích. Byly tentokrát naposled i součástí mistrovství světa v klasickém lyžování a kromě olympijských medailí se udělovaly i medaile z mistrovství světa. Místem konání byl Igman Olympic Jumps v obci Hadžići.
Týmové skákání nebylo součástí olympijského programu.

## Přehled medailí
| Pořadí | Země                                 | Zlato | Stříbro | Bronz | Celkově |
| ------ | ------------------------------------ | ----- | ------- | ----- | ------- |
| 1.     | Finsko (FIN)                         | 1     | 1       | 1     | 3       |
| 2.     | Německá demokratická republika (GDR) | 1     | 1       | 0     | 2       |
| 3.     | Československo (TCH)                 | 0     | 0       | 1     | 1       |
| Celkem | Celkem                               | 2     | 2       | 2     | 6       |

## Medailisté

### Muži
| Disciplína     | Zlato                                                 | Výkon | Stříbro                                               | Výkon | Bronz                             | Výkon |
| -------------- | ----------------------------------------------------- | ----- | ----------------------------------------------------- | ----- | --------------------------------- | ----- |
| střední můstek | Jens Weissflog · Německá demokratická republika (GDR) | 215,2 | Matti Nykänen · Finsko (FIN)                          | 214,0 | Jari Puikkonen · Finsko (FIN)     | 212,8 |
| velký můstek   | Matti Nykänen · Finsko (FIN)                          | 231,2 | Jens Weissflog · Německá demokratická republika (GDR) | 213,7 | Pavel Ploc · Československo (TCH) | 202,9 |